# Lev Voronine
Pour les articles homonymes, voir Voronine.
Lev Guennadievitch Voronine (en russe : Лев Геннадиевич Воронин, en anglais : Lev Voronin), le 8 juin 1971 à Astrakhan (URSS, aujourd'hui Russie), est un ancien joueur de handball russe évoluant au poste d'ailier droit. 
Avec l'équipe nationale de Russie, il a notamment remporté les trois compétitions majeures : il est champion d'Europe en 1996, champion du monde en 1997 et champion olympique en 2000.

## Biographie
Lev Voronine commence le handball dans le club de sa ville native, le Dinamo Astrakhan. Il y devient champion d'URSS en 1990, un an après avoir été vice-champion. Ce titre permet au club de participer Coupe des clubs champions où il atteint la demi-finale. A la dislocation de l'URSS, bien que les performances du club soient nettement moins bonnes en championnat de Russie avec au mieux une 3e place en 1995, Voronine ne cède pas aux sirènes de l'étranger comme nombre de ces compatriotes et connait sa première sélection avec l'équipe nationale de Russie : il devient ainsi champion d'Europe en 1996, participe aux Jeux olympiques d'Atlanta avec une 5e place puis remporte le championnat du monde en 1997 au Japon
En 1998, il prend la direction de l‘Allemagne et le club du TSG Friesenheim qui évolue en division 2. Bien que le club ne parviendra jamais à accéder à l'élite allemande, Voronine reste dix saisons dans le club et continue à être sélectionné avec l'équipe nationale Russe. Il complète ainsi son palmarès de deux médailles d'argent remportées au Championnat du monde 1999 en Égypte puis au Championnat d'Europe 2000 en Croatie et surtout, la victoire lors des Jeux olympiques de 2000 à Sydney lui permet ainsi d'avoir une médaille d'or dans chacune des trois compétitions internationales majeures.
En 2008, il retrouve son ancien club, le Zarja Kaspija Astrakhan, tout d'abord en tant qu'entraîneur-joueur pendant une saison puis uniquement entraineur la saison suivante. En 2010, il rejoint le Medvedi Perm.
À la suite d'une décevante 19e place au Mondial 2015 au Qatar, l'entraîneur de l'équipe nationale de Russie, Oleg Koulechov, est démis de ses fonctions et remplacé par un autre ancien international, Dimitri Torgovanov, assisté de Lev Voronine.

## Palmarès

### Sélection nationale
- Jeux olympiques[1]
  -  Médaille d'or aux Jeux olympiques de 2000 à Sydney,  Australie
  - 5e place aux Jeux olympiques de 1996 à Atlanta,  États-Unis
- Championnats du monde
  -  Médaille d'or au Championnat du monde 1997,  Japon
  -  Médaille d'argent au Championnat du monde 1999,  Égypte
- Championnats d'Europe
  -  Médaille d'or au Championnat d'Europe 1996,  Espagne
  -  Médaille d'argent au Championnat d'Europe 2000,  Croatie
  - 4e place au Championnat d'Europe 1998,  Italie

### En club
Compétitions internationales
- Demi-finaliste de la Coupe des clubs champions en 1991

Compétitions nationales
- Championnat d'URSS (1) : 1990
  - Vice-champion en 1989, 1991

### Récompenses individuelles
- Meilleur ailier droit des Jeux olympiques de 2000[3]